# جون مارا
جون مارا (بالإنجليزية: John Mara)‏ هو شخصية أعمال أمريكي، ولد في 1 ديسمبر 1954 في نيويورك في الولايات المتحدة.